# Jacob Wallenberg (författare)

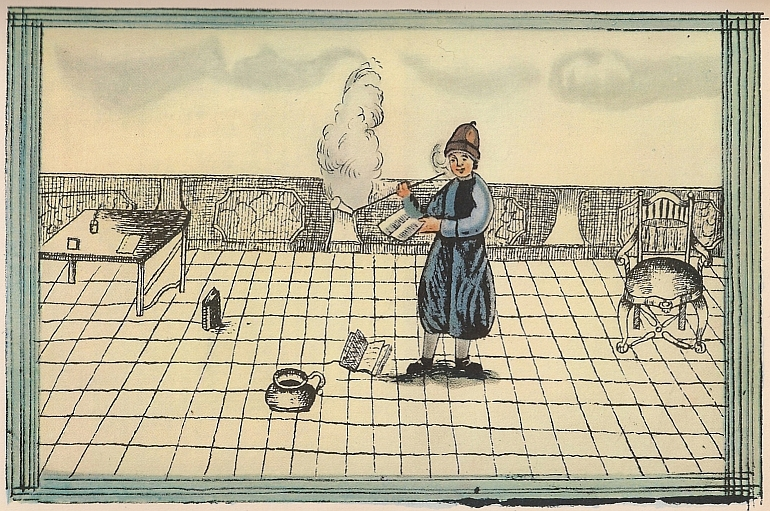
Jacob Wallenberg i kajutan på Finland. Akvarellerad teckning av honom själv som finns på Kungliga biblioteket.

Jacob Wallenberg (ursprungligen Wallberg), född 5 mars 1746 i Viby socken, Östergötland, död den 25 augusti 1778 i Mönsterås socken, Småland, var en svensk präst, författare, kåsör, poet och tecknare. Han är främst känd för eftervärlden för sina humoristiska reseskildringar. 1769 reste Wallenberg med en ostindiefarare till Kina. Hans upplevelser gavs 1781 ut i reseskildringen Min son på galejan. Han var bror till lektor Marcus Wallenberg.

## Utbildning och tidig karriär
Han föddes som ett av kronolänsmannen i Vifolka härad, Jacob Wallbergs sju barn i äktenskapet med Anna Christina Tillberg. Wallenberg studerade vid Linköpings gymnasium, där han fick bra betyg för flit och kunskaper, men han fick även en kommentar om "mindre stadgat uppförande, dock utan svårare förseelser". År 1763 blev han student vid Uppsala universitet där han till en början förde ett glatt studentliv tills hans ekonomi tvingade honom att ta anställning som informator, först i Norrköping, sedan i Västervik och till sist, 1767 i Göteborg. Där blev han informator hos direktören i Ostindiska kompaniet, Martin Holtermann. Under sin informatorstid odlade han sina litterära talanger genom att utföra beställda rimmerier till bröllop, begravningar och födelsedagshyllningar.

## Resor till Kina
Anställningen hos Holtermann fick stor betydelse för hans litterära verksamhet. På sin uppdragsgivares bekostnad gjorde han under sommarmånaderna 1769 en resa i Danmark, Tyskland, Nederländerna, Frankrike och England. Under resan skrev han en Sanfärdig resebeskrifning, börjandes med kongl. sjö- och stapelstaden Kungsbacka, beskrivande såvidare den bekanta och obekanta verldens märkvärdigheter, mirabilia samt underligheter etc. Under denna färd sände han även ett par korrespondensartiklar till tidningen Göteborgske spionen. I den hade han redan 1767 låtit offentliggöra delar ur sin ofullbordade hjältedikt "Viborgska smällen". Mot sin vilja blev han insparkad i den heliga hopen och studerade till präst och efter prästexamen prästvigdes han i Göteborg 1769. Det var på Holtermanns rekommendationer som han 1769 anställdes som skeppspräst på Svenska Ostindiska kompaniets fartyg Finland, med vilket han gjorde tre resor: 1769–1771, 1772 och 1774.

## Författarskap
Det var på den första resan som han skrev sin berömda reseskildring Min son på galejan som publicerades postumt i en förkortad och något bearbetat skick 1781. Den utgavs senare i en rad nyutgåvor bland annat med en inledning av Oscar Levertin 1904 samt en textkritisk utgåva av Emil Olson 1920. Just då han på väg att påbörja sin fjärde ostindiska resa utnämndes han 1777 till kyrkoherde i Mönsterås församling. Han tillträdde platsen den 1 maj 1778. Samma år hade hans bibliska drama, Susanna (uppfört i Stockholm 51 gånger 1779–1818), blivit tryckt i Kungliga Vetenskaps- och Vitterhetssamhället i Göteborgs handlingar, då verket hade vunnit samfundets pris. Denna drama utmärks av enkel plan och livlig dialog, skriven på välljudande alexandriner. Det var det enda verk som trycktes i Wallenbergs namn under hans livstid.
Om reseskildringen Min son på galejan skrev han till sin vän Lindblom, att den var "singulier och ridicule", att den "admirerades af alla, den stadiga ålderdomen undantagen", samt att dess "ton var ny" och att "den vore komplett, om inte författaren vore prest". Den blev inte utgiven i tryck av honom själv, antagligen just på grund av att han var präst.
Först 1781 utkom en utgåva av Min son på galejan och Sannfärdig resebeskrifning, i vilken upplaga likväl flera förändringar och uteslutningar har företagits. Wallenberg framträder i Min son på galejan som en av våra främsta humorister och som en frisk, älskvärd prosaförfattare. Han härmar först skämtsamt Linnés reseskildringar, men skapar snart en egen poetisk humoristisk resestil. Boken är ett högst muntert resekåseri med en för tiden ovanlig frisk och omedelbar realism och som med dristig åskådlighet levnadsgör livet ombord och beskriver de länder och folk man kommer i kontakt med. Originalmanuskriptet som förvaras vid Linköpings stiftsbibliotek innehåller även naivt och humoristiska illustrationer och en delvis kolorerad bild på den vällustigt piprökande författaren. Flera av bilderna är tänkta som vignetter för de olika avdelningarna av boken.

## Senare liv
Jacob Wallenberg utnämndes 1777 till kyrkoherde i Mönsterås, en tjänst som han tillträdde den 1 maj 1778. Utnämningen skedde strax innan han skulle påbörja sin fjärde ostindiska resa. Han var verksam i Mönsterås endast en kort tid eftersom han avled den 25 augusti 1778.

### Samlade skrifter utgivna av Svenska vitterhetssamfundet 1928-1941
- Samlade skrifter / utg. av Nils Afzelius. Svenska författare utgivna av Svenska vitterhetssamfundet, 0346-7864 ; 13. Stockholm: Bonnier. 1928-1941. Libris 18151205. https://litteraturbanken.se/forfattare/WallenbergJ/titlar/SamladeSkrifterI/info
  -  Del 1. 1928. Libris 114793. https://litteraturbanken.se/forfattare/WallenbergJ/titlar/SamladeSkrifterI/info
  -  Del 2. 1941. Libris 18151204. https://litteraturbanken.se/forfattare/WallenbergJ/titlar/SamladeSkrifterII/info

### Samlade skrifter utgivna av Svenska vitterhetssamfundet 1998-2004
- Del 1, Dikter ; Fragment ur Wiborgska Smällen ; Sanfärdig resebeskrifning ; Korrespondensartiklar ; Brev  / utgivna av Torkel Stålmarck. Svenska författare. Ny serie, 1100-729X. Stockholm: Svenska vitterhetssamf. (SVS). 1998. Libris 18150898. ISBN 91-7230-076-0. https://litteraturbanken.se/forfattare/WallenbergJ/titlar/SamladeSkrifter1/info
- Del 2, Min son på galejan ; Susanna. Svenska författare. Ny serie, 1100-729X. Stockholm: Svenska vitterhetssamf. (SVS. 1999. Libris 18150897. ISBN 9172300833. https://litteraturbanken.se/forfattare/WallenbergJ/titlar/SamladeSkrifter2/MinSonPaGalejan/info
- Del 3, Predikningar. Svenska författare. Ny serie, 1100-729X. Stockholm: Svenska vitterhetssamf. 2004. Libris 10916889. https://litteraturbanken.se/forfattare/WallenbergJ/titlar/SamladeSkrifter3/info